# William Bailey
William Bailey   (Londres, 6 d'abril de 1888 - Chiswick, 12 de febrer de 1971) fou un ciclista britànic, professional des del 1914 al 1930.
Va destacar en el ciclisme en pista especialment en la velocitat. Va ser com amateur on va obtenir els seus majors èxits, aconseguint quatre Campionats del Món entre el 1909 i el 1913. Va participar, sense sort, en diferents proves als Jocs Olímpics de 1908.

## Palmarès
- 1909
  -  Campió del món de Velocitat amateur
  -  Campió nacional en velocitat
- 1910
  -  Campió del món de Velocitat amateur
  - 1r al Gran Premi de París amateur
- 1911
  -  Campió del món de Velocitat amateur
  - 1r al Gran Premi de París amateur
- 1912
  -  Campió nacional en velocitat
  - 1r al Gran Premi de París amateur
- 1913
  -  Campió del món de Velocitat amateur
  -  Campió nacional en velocitat
  - 1r al Gran Premi de París amateur
- 1920
  - 1r al Gran Premi de l'UVF